# Jazztel
Jazztel é uma holding de empresas do setor de telecomunicações. A marca faz referência a empresa espanhola Jazz Telecom S.A.U. ou a sua matriz inglesa con sede em Londres, Jazztel Plc.
A companhia foi fundada en 1998 por Martin Varsavsky, e apesar de pertencer a uma matriz con sede no Reino Unido, só opera na Espanha.
Em 9 de abril de 2013 foi anunciado a entrada no IBEX 35, el índice de referencia de la bolsa española.